# Corneliu Carp
Corneliu Carp (n. 1895 — d. 1982) a fost un general român, care a luptat în cel de-al Doilea Război Mondial. Corneliu Carp s-a născut la Iași și era fiul unui protopop.
- 1941 – 1942 - Comandant Adjunct al Odessei.
- 10 mai 1942 - 1 ianuarie 1943 - Comandantul  Diviziei 8 cavalerie.[2]
- 1943 - Comandantul Centrului de instrucție pentru Cavalerie.
- 1943 – 1944 - Comandantul Diviziei 5 Cavalerie.
- 1945 - Adjunctul Șefului Statului Major General.
- 1947 -  Arestat de Siguranța Iași
- 1951 - Condamnat la 12 ani de temniță.
- 1960 - Eliberat. [3]

Generalul de brigadă Corneliu Carp a fost trecut în cadrul disponibil la 9 august 1946, în baza legii nr. 433 din 1946, și apoi, din oficiu, în poziția de rezervă la 9 august 1947.